# Elin Hilderbrand
Elin Hilderbrand (ur. w Collegeville) – amerykańska pisarka.
Miejscem akcji jej powieści stanowią okolice Nantucket, gdzie od 1993 roku mieszka z mężem i trójką dzieci. Urodziła się i wychowała w Collegeville w Pensylwanii. Jest absolwentką Johns Hopkins University oraz creative writing na University of Iowa.

## Twórczość

### Powieści
- The Beach Club (2000).
- Nantucket Nights (2002).
- Summer People (2004).
- The Blue Bistro (2006).
- The Love Season (2007).
- Barefoot (2008; polskie wydanie: Piasek w butach, tłum. Maciejka Mazan, Świat Książki 2008).
- A Summer Affair (2008).
- The Castaways (2009).
- The Island (2010; polskie wydanie: Powrót na wyspę, tłum. Joanna Puchalska, Świat Książki 2011).
- Silver Girl (2011; polskie wydanie: Srebrna dziewczyna, tłum. Alina Jakubowska, Świat Książki 2012).
- Summerland (2012).
- Beautiful Day (2014; polskie wydanie: Piękny dzień, tłum. Lucyna Wierzbowska, Znak 2014).
- The Matchmaker (2014).

### Opowiadania
- The Surfing Lesson. A Short Story (2013)
- The Tailgate. A Short Story (2014).